# Dipsadoboa viridis
Dipsadoboa viridis är en ormart som beskrevs av Peters 1869. Dipsadoboa viridis ingår i släktet Dipsadoboa och familjen snokar.
Arten förekommer i västra och centrala Afrika från Liberia till Centralafrikanska republiken, Rwanda och Kongo-Kinshasa. Honor lägger ägg.

## Underarter
Arten delas in i följande underarter:
- D. v. gracilis
- D. v. viridis